# Echinocereus barthelowanus
Echinocereus barthelowanus ist eine Pflanzenart in der Gattung Echinocereus aus der Familie der Kakteengewächse (Cactaceae). Das Artepitheton barthelowanus ehrt Kapitän Benjamin Barthelow in dessen Begleitung Joseph Nelson Rose auf dem US-Dampfschiff Albatross die Küste von Niederkalifornien erkundete.

## Beschreibung
Echinocereus barthelowanus wächst vieltriebig und bildet häufig Gruppen von bis zu 80 Zentimeter Durchmesser. Die zylindrischen, aufrechten Triebe sind bis zu 30 Zentimeter lang und weisen Durchmesser von 3,5 bis 5 Zentimeter auf. Sie sind mehrheitlich von der dichten Bedornung verdeckt. Es sind acht bis zehn Rippen vorhanden, die etwas gehöckert sind und auf denen sich große Areolen befinden. Die im Jugendstadium zunächst rosafarbenen bis roten Dornen werden später dunkler und sind im Alter dann häufig schwarz. Die fünf bis neun kräftigen, geraden Mitteldornen weisen eine Länge von bis zu 7 Zentimeter auf. Die bis zu 18 Randdornen sind 1 bis 2 Zentimeter lang.
Die breit trichterförmigen Blüten sind lavendelfarben. Sie erscheinen von nahe den Triebspitzen bis zur Basis der Triebe. Die Blüten sind bis zu 5 Zentimeter lang und erreichen einen Durchmesser von 4 bis 6 Zentimeter.

## Verbreitung, Systematik und Gefährdung
Echinocereus barthelowanus ist im mexikanischen Bundesstaat Baja California Sur im Gebiet der Isla Magdalena sowie benachbarten Inseln verbreitet.
Die Erstbeschreibung durch Nathaniel Lord Britton und Joseph Nelson Rose wurde 1922 im dritten Band ihres Werkes The Cactaceae veröffentlicht.
In der Roten Liste gefährdeter Arten der IUCN wird die Art als „Endangered (EN)“, d. h. als stark gefährdet geführt.

## Nachweise